# Petrovice u Uhelné Příbramě
Petrovice u Uhelné Příbramě (německy Petrowitz) je malá osada, část městyse Uhelná Příbram v okrese Havlíčkův Brod v Kraji Vysočina. Nachází se asi 2 km na severozápad od Uhelné Příbramě. V roce 2009 zde bylo evidováno 38 adres. V roce 2001 zde trvale žilo 79 obyvatel. Osadou protéká Petrovický potok, který je pravostranným přítokem říčky Hostačovky.
Petrovice u Uhelné Příbramě je také název katastrálního území o rozloze 3,81 km2.

## Fotogalerie

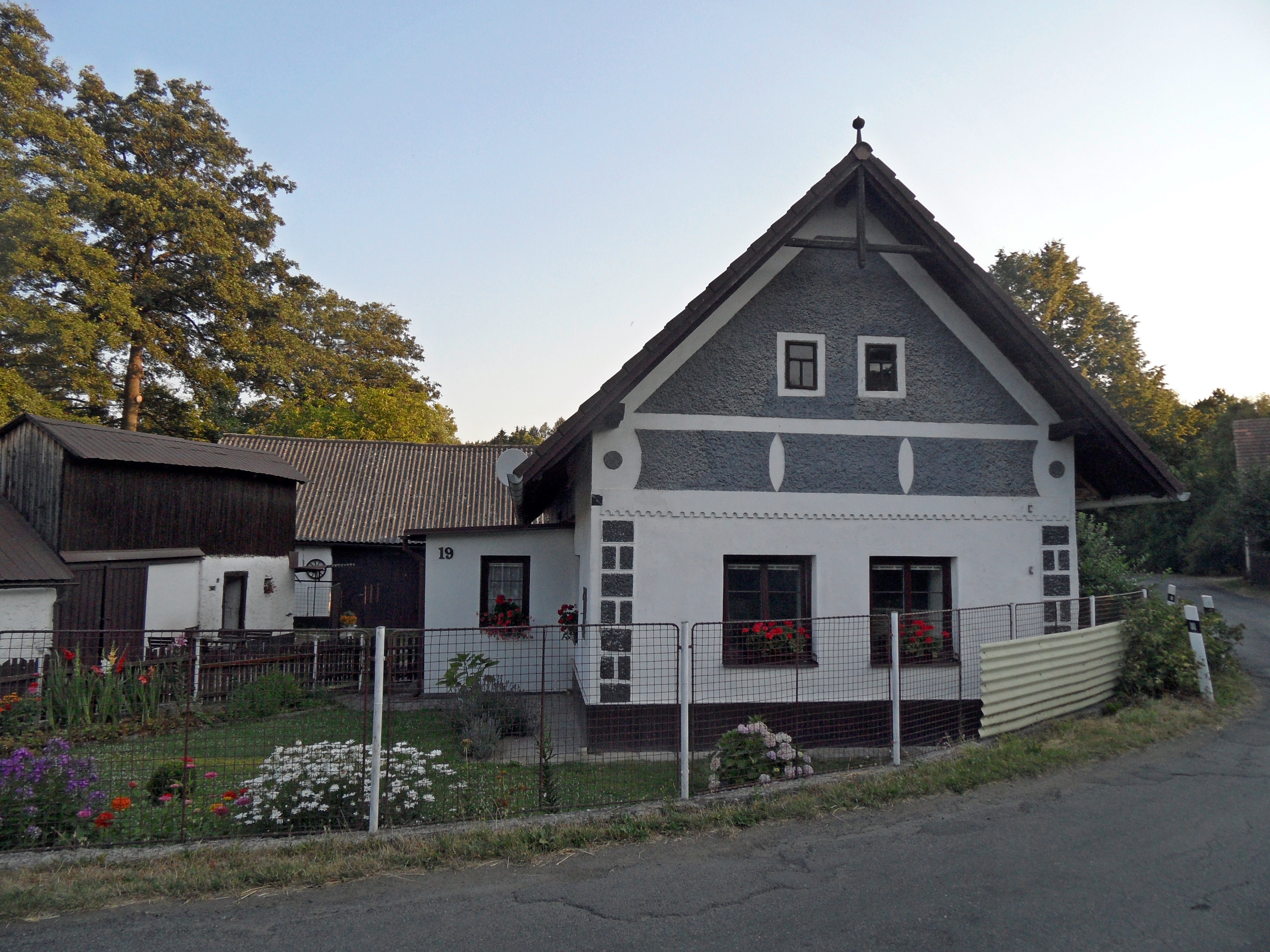
Dům čp. 19
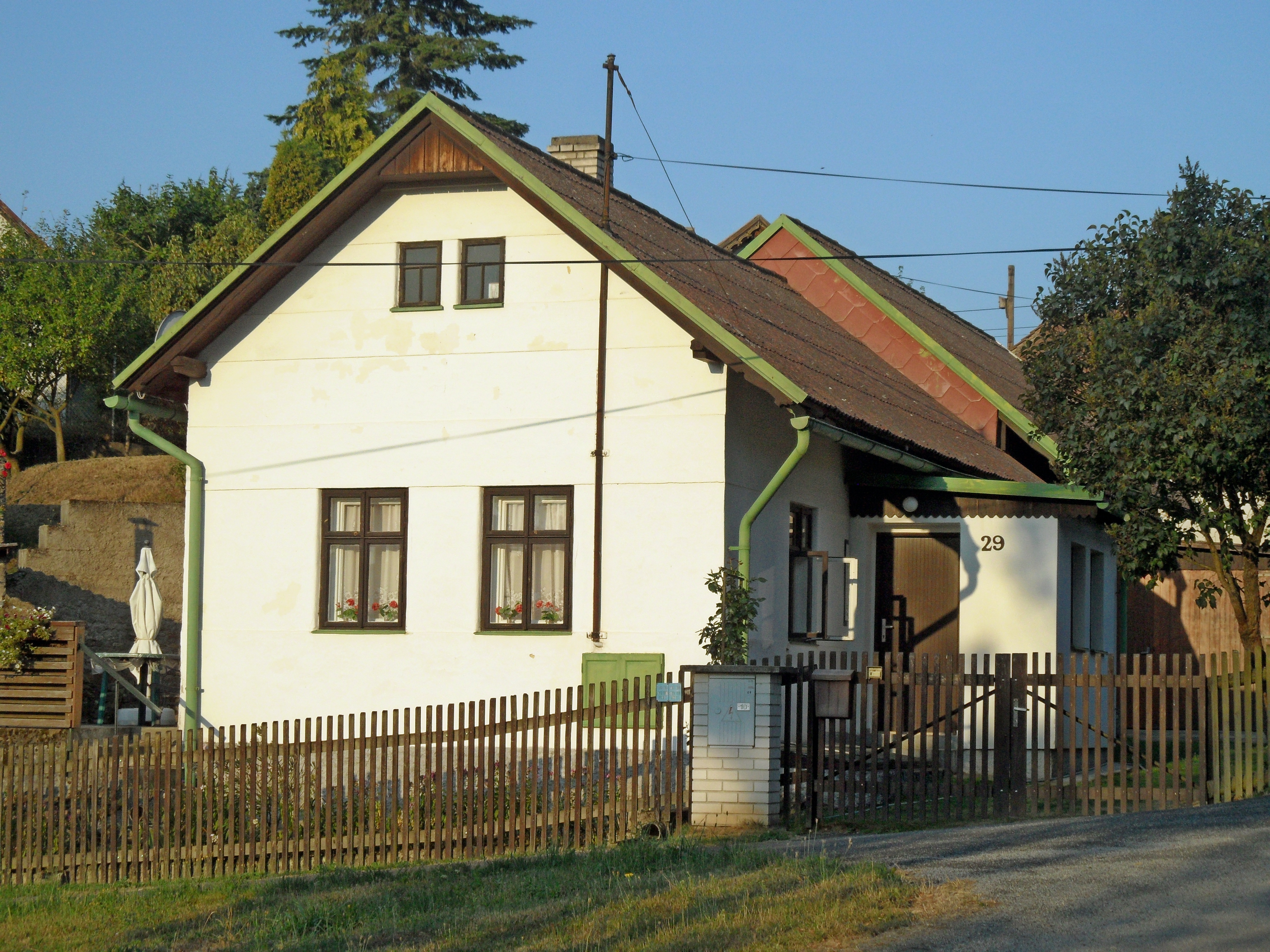
Dům čp. 29
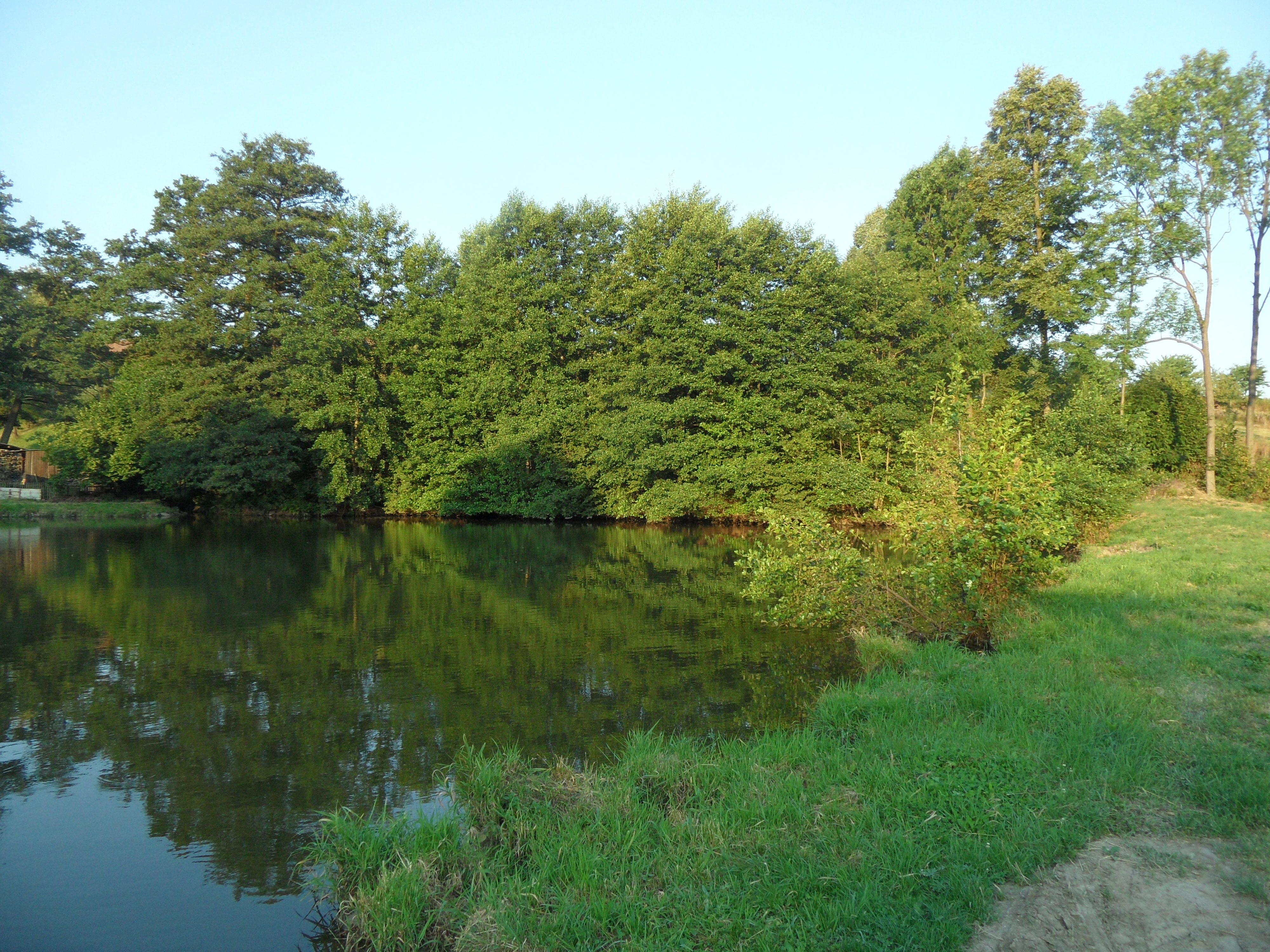
Rybník
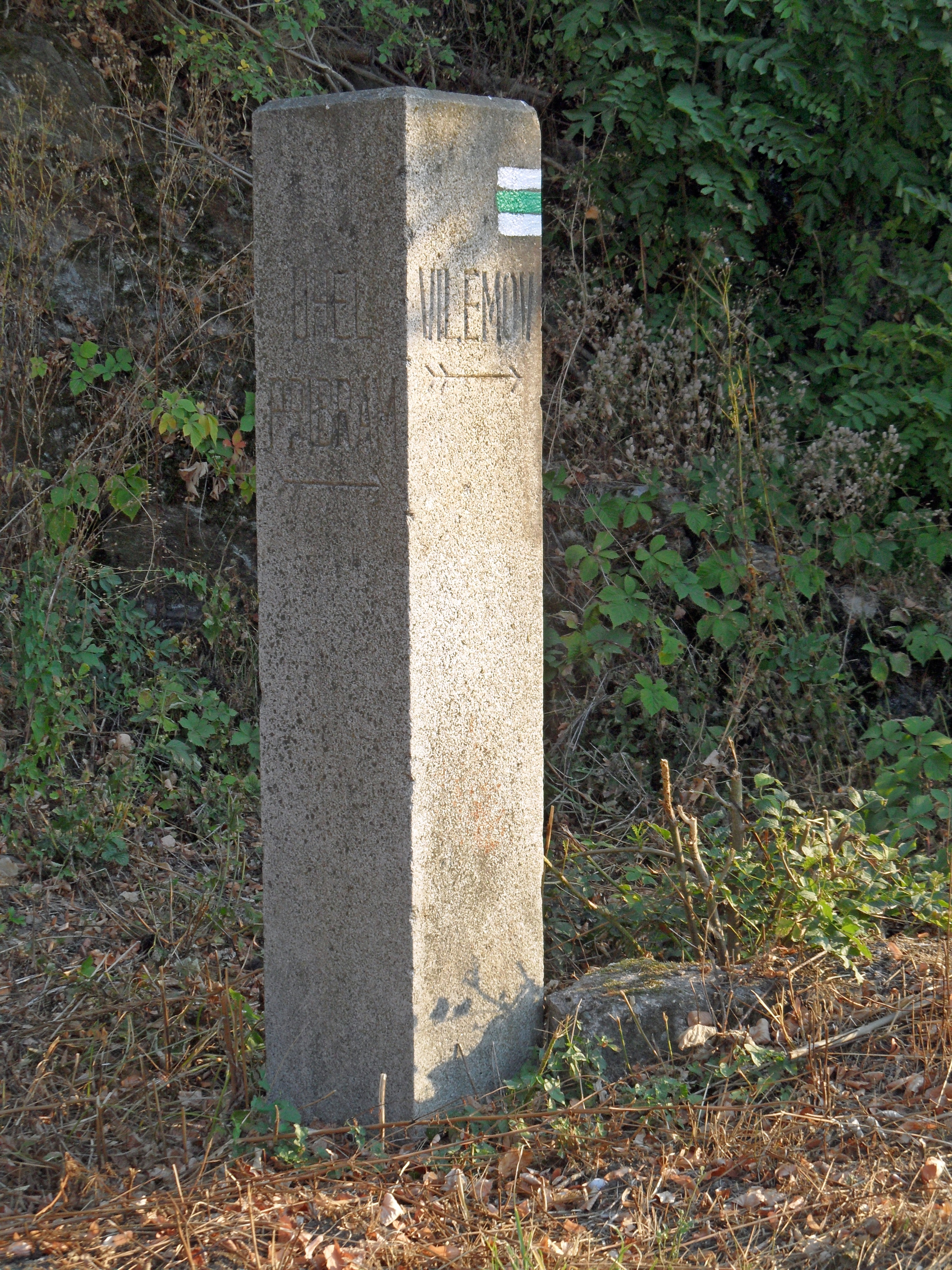
Starý silniční kamenný rozcestník